# Будівля Народної читальні
Будівля Народної читальні — пам'ятка архітектури і історії в Одесі. Будинок внесений до Реєстру пам'яток культурної спадщини Одеси як пам'ятка архітектури та історії місцевого значення (охоронний номер 343-Од)..

## Архітектура
Будівля Народної читальні була споруджена за проектом Ю. М. Дмитренка, архітектора, що по праву посідає одне з перших місць у числі архітекторів Одеси. Фасади були витримані в російському стилі, неоштукатурені, і всі прикраси в них витесані з місцевого каменю і цегли. Внутрішній розподіл дуже зручний: підлога паркетна, печі кахельні.
На початку 90-х років 19 століття архітектор Дмитренко Ю. М. був захоплений російською архітектурою допетровської епохи, і це його захоплення без сумніву відобразилось на проекту Народної Читальні.

Невелика одноповерхова будівля читальні незвичної форми, виконана у вигляді трикутника.

## Історія
Історія Будівля Народної читальні налічує понад 125 років.
1890 року, 16 квітня Одеська Міська Дума, вислухавши пропозиції одеського голови Г. Г. Маразлі про дозвіл побудувати на його кошти будівлю для міської народної читальні і, якщо місце дозволить, для однокласного або двокласного народного училища на Трикутній площі, мірою землі в 225 квадратних сажнів, що знаходиться при повороті з Преображенської вулиці на Старорізничу, засудила:
1. Дозволити створити зазначену споруду на вказаному місці.
2. Найменувати згадану читальню «Першою Міською народною читальнею, спорудженою Григорієм Григоровичем Маразлі».
3. Висловити жертводавцю щиру подяку за його новий щедрий дар на користь народної освіти в Одесі[2]

Всього за 5 місяців на гроші Г. Г. Маразлі була збудована безкоштовна Народна читальня і двокласне народне училище. У вівторок 19 лютого о першій годині дня відбулося відкриття установленої в Одесі першої міської безкоштовної читальні на Старорізничій площі.

Читальня була призначена для обслуговування бідних верств населення, яким інші бібліотеки були недоступні.
Першим завідувачем Народної Читальні був Руденко Іван Лук'янович, вчитель по професії.

В день відкриття штат бібліотеки складався з 5 працівників; фонд складався з 503 назв в 759 томах і брошурах. У перший рік бібліотеку записалося 7895 чоловік, число відвідин склало 59 440.

В середньому читальню відвідували 203 людини на день. Кожен відвідувач коштував місту в рік відкриття бібліотеки 33 коп., а кожні відвідини — 4,5 коп.

На 1 січня 1895 р. у читальні знаходилося в обігу 2159 книг, 25 назв періодичних видань. Відвідувачів в 1894 році було 74 777 чоловік.

У 1899 рокі кількість відвідувачі склала 84 785.

У 1916 рокі 19 лютого був відмічений 25-річний ювілей з дня відкриття читальні. Книжковий фонд налічував 12 922 екз. (5245 назв). Читачів за рік записалося 6889 чоловік (разом з дітьми).

З 1922 року, вперше за час свого існування бібліотека була вимушена ввести платню за абонемент.

У 1926 році бібліотека святкувала свій 35-річний ювілей. У зв'язку з тим, що ювілей збігся з 10-річчям із дня смерті Івана Франко, Укрполітпросвіт привласнив бібліотеці ім'я письменника.

з 1977 року Центральна міська бібліотека ім. І. Я. Франка стає адміністративним і методичним центром для масових бібліотек міста. 20 міських бібліотек об'єднуються в Централізовану бібліотечну систему.